# Kaltenbronner Enzhöhen
Das FFH-Gebiet Kaltenbronner Enzhöhen ist ein im Jahr 2005 durch das Regierungspräsidium Karlsruhe nach der Richtlinie 92/43/EWG (Fauna-Flora-Habitat-Richtlinie) angemeldetes Schutzgebiet (Schutzgebietskennung DE-7316-341) um den Nordschwarzwälder Höhenort Kaltenbronn im deutschen Bundesland Baden-Württemberg. Mit Verordnung des Regierungspräsidiums Karlsruhe zur Festlegung der Gebiete von gemeinschaftlicher Bedeutung vom 12. Oktober 2018 (in Kraft getreten am 11. Januar 2019), wurde das Schutzgebiet ausgewiesen.

## Lage
Das 1055,67 Hektar große FFH-Gebiet gehört zu den Naturräumen 151-Grindenschwarzwald und Enzhöhen und 152-Nördlicher Talschwarzwald innerhalb der naturräumlichen Haupteinheit 15-Schwarzwald.
Es liegt südwestlich von Bad Wildbad erstreckt sich über die Markungen von vier Städten und Gemeinden.
Landkreis Calw:
- Bad Wildbad: 432,8232 ha = 41 %
- Enzklösterle: 137,2366 ha = 13 %

Landkreis Freudenstadt:
- Seewald: 10,5566 ha = 1 %

Landkreis Rastatt:
- Gernsbach: 475,0499 ha = 45 %

## Beschreibung und Schutzzweck
Es umfasst mit dem Hohlohsee, Wildseemoor und Wildsee den größten Hochmoorkomplex und den größten Hochmoorkolk im Schwarzwald bzw. in ganz Deutschland mit typischen Mittelgebirgsbächen und Seitentälern, die ins große Enztal entwässern. Großflächige Moorkiefernwälder, größere offene Moorflächen, Blockschutthalden, extensiv genutzte Berg-Mähwiesen sowie Mager- und Borstgrasrasen kennzeichnen das Gebiet.

### Lebensraumklassen
(allgemeine Merkmale des Gebiets) (prozentualer Anteil der Gesamtfläche)
Angaben gemäß Standard-Datenbogen aus dem Amtsblatt der Europäischen Union
|                                        |                                        |  |      |      |
| N10 – Feuchtes und mesophiles Grünland | N10 – Feuchtes und mesophiles Grünland |  | 4 %  | 4 %  |
| N16 – Laubwald                         | N16 – Laubwald                         |  | 2 %  | 2 %  |
| N17 – Nadelwald                        | N17 – Nadelwald                        |  | 77 % | 77 % |
| N19 – Mischwald                        | N19 – Mischwald                        |  | 17 % | 17 % |
|                                        |                                        |  |      |      |

### Lebensraumtypen
Gemäß Anlage 1 der Verordnung des Regierungspräsidiums Karlsruhe zur Festlegung der Gebiete von gemeinschaftlicher Bedeutung (FFH-Verordnung) vom 12. Oktober 2018 kommen folgende Lebensraumtypen nach Anhang I der FFH-Richtlinie im Gebiet vor:
| EU Code | Lebensraumtyp (offizielle Bezeichnung)                                                                          | Kurzbezeichnung                              | Hektar |
| ------- | --- | -------------------------------------------- | ------ |
| 3160    | Dystrophe Seen und Teiche                                                                                       | Dystrophe Seen                               | 5,00   |
| 3260    | Flüsse der planaren bis montanen Stufe mit Vegetation des Ranunculion fluitantis und des Callitricho-Batrachion | Fließgewässer mit flutender Wasservegetation | 7,30   |
| 4030    | Trockene europäische Heiden                                                                                     | Trockene Heiden                              | 1,00   |
| 6230    | Artenreiche montane Borstgrasrasen (und submontan auf dem europäischen Festland) auf Silikatböden               | Artenreiche Borstgrasrasen                   | 5,10   |
| 6410    | Pfeifengraswiesen auf kalkreichem Boden, torfigen und tonig-schluffigen Böden (Molinion caeruleae)              | Pfeifengraswiesen                            | 0,10   |
| 6430    | Feuchte Hochstaudenfluren der planaren und montanen bis alpinen Stufe                                           | Feuchte Hochstaudenfluren                    | 3,20   |
| 6510    | Magere Flachland-Mähwiesen (Alopecurus pratensis, Sanguisorbaofficinalis)                                       | Magere Flachland-Mähwiesen                   | 18,10  |
| 7110    | Lebende Hochmoore                                                                                               | Naturnahe Hochmoore                          | 31,00  |
| 7150    | Torfmoor-Schlenken (Rhynchosporion)                                                                             | Torfmoor-Schlenken                           | 0,004  |
| 8150    | Kieselhaltige Schutthalden der Berglagen Mitteleuropas                                                          | Silikatschutthalden                          | 0,01   |
| 8220    | Silikatfelsen mit Felsspaltenvegetation                                                                         | Silikatfelsen mit Felsspaltenvegetation      | 0,50   |
| 8310    | Nicht touristisch erschlossene Höhlen                                                                           | Höhlen und Balmen                            | 0,001  |
| 9110    | Hainsimsen-Buchenwald (Luzulo-Fagetum)                                                                          | Hainsimsen-Buchenwald                        | 42,60  |
| 9410    | Montane bis alpine bodensaure Fichtenwälder (Vaccinio-Piceetea)                                                 | Bodensaure Nadelwälder                       | 161,40 |
| 91D0    | Moorwälder | Moorwälder                                   | 189,60 |
| 91E0    | Auenwälder mit Alnus glutinosaund Fraxinus excelsior (Alno-Padion, Alnion incanae, Salicion albae)              | Auenwälder mit Erle, Esche, Weide            | 1,00   |

### Zusammenhängende Schutzgebiete
Das FFH-Gebiet besteht aus sieben Teilgebieten. Es überschneidet sich mit den Naturschutzgebieten und Bannwäldern des Natur- und Waldschutzgebiets Kaltenbronn sowie in großen Teilen mit den Landschaftsschutzgebieten Mittleres Murgtal und Großes und Kleines Enztal mit Seitentälern sowie dem Vogelschutzgebiet Nordschwarzwald. Es liegt vollständig im Naturpark Schwarzwald Mitte/Nord.